# Hong-Kong Star/Tu comprendras quand tu seras plus jeune
Hong-Kong Star/Tu comprendras quand tu seras plus jeune è un singolo di France Gall, pubblicato nel 1984 dalla Warner Music.

## Descrizione
L'ispirazione, per il testo di Hong Kong Star, Michel Berger l'aveva presa mentre si trovava ad Hong Kong, durante un viaggio in Cina. Mentre guardava la televisione, il cantante aveva notato che gli artisti impiegati dal governo si somigliavano tutti, come cloni, e suonavano solo pezzi su commissione, la creazione artistica era totalmente assente. Questo fatto aveva scosso profondamente Michel.